# Manoir de La Vignolle (Turquant)
Ne doit pas être confondu avec Manoir de La Vignolle (Souzay-Champigny).
Le manoir de La Vignole est un manoir situé à Turquant, en France.

## Localisation
Le manoir est situé dans le département français de Maine-et-Loire, sur la commune de Turquant.

## Historique

### XVesiècle
Cet établissement fut vraisemblablement construit en XVe siècle, dont le propriétaire était attribué à la famille des Vignolles (autrement de La Vignolle) ayant servi au roi René d'Anjou. Il semble qu'en 1474, le manoir fût possédé par Jean de La Vignolle.
Par charité, cette famille accueillit l'ancienne reine d'Angleterre Marguerite d'Anjou sans ressource, jusqu'à son décès en 1482. Comme la famille possédait plusieurs manoirs, il est possible que celui de Turquant fût sa dernière résidence, ce que certains documents suggèrent. Mais personnage déjà oublié à son époque, aucun document critique ne reste pour cette attribution. De surcroît, le testament de Marguerite d'Anjou, daté du 2 août 1482, manque de lieu de signatures.  

### XXeetXXIesiècles
L'édifice est inscrit au titre des monuments historiques le 20 septembre 1968.
À cette époque-là, le propriétaire était un retraité. Or, l'établissement était en train d'être dégradé. La colline aussi était tellement instable que la chute de roches commençait à menacer la sécurité du manoir.
Le manoir de la Vignole est transformé en hôtel de tourisme,. On aménage des chambres dans la falaise et une piscine sous la voûte, de sorte que la partie du patrimoine soit sauvegardée,. Depuis 2021, il est classé en 3 étoiles par l'Atout France.